# Каланте
Каланте (пол. Calanthe) — персонаж літературного циклу «Відьмак» польського письменника Анджея Сапковського, королева Цинтри. Мати Паветти і бабуся Цирілли.

## Біографія
У Сапковського Каланте — дружина короля Цинтри Регнера і мати принцеси Паветти, дуже красива і розумна жінка, прозвана «Левицею з Цинтри». Вона рано втратила чоловіка. Дочка, коли тій виповнилося 15 років, Каланте проти своєї волі віддала в дружини Йожу з Ерленвальда, який згодом виявився наслідним принцом Нільфгаарда. Коли нільфгаардці вторглися в її королівство, Каланте організувала оборону столиці. Розуміючи, що поразка неминуча, вона покінчила з собою.

## У серіалах
У польському телесеріалі «Відьмак» Каланте зіграла Єва Висьневська. В американському серіалі з тією ж назвою, який вийшов на екрани в грудні 2019 року, Каланте грає Джоді Мей.